# Beppo Harrach

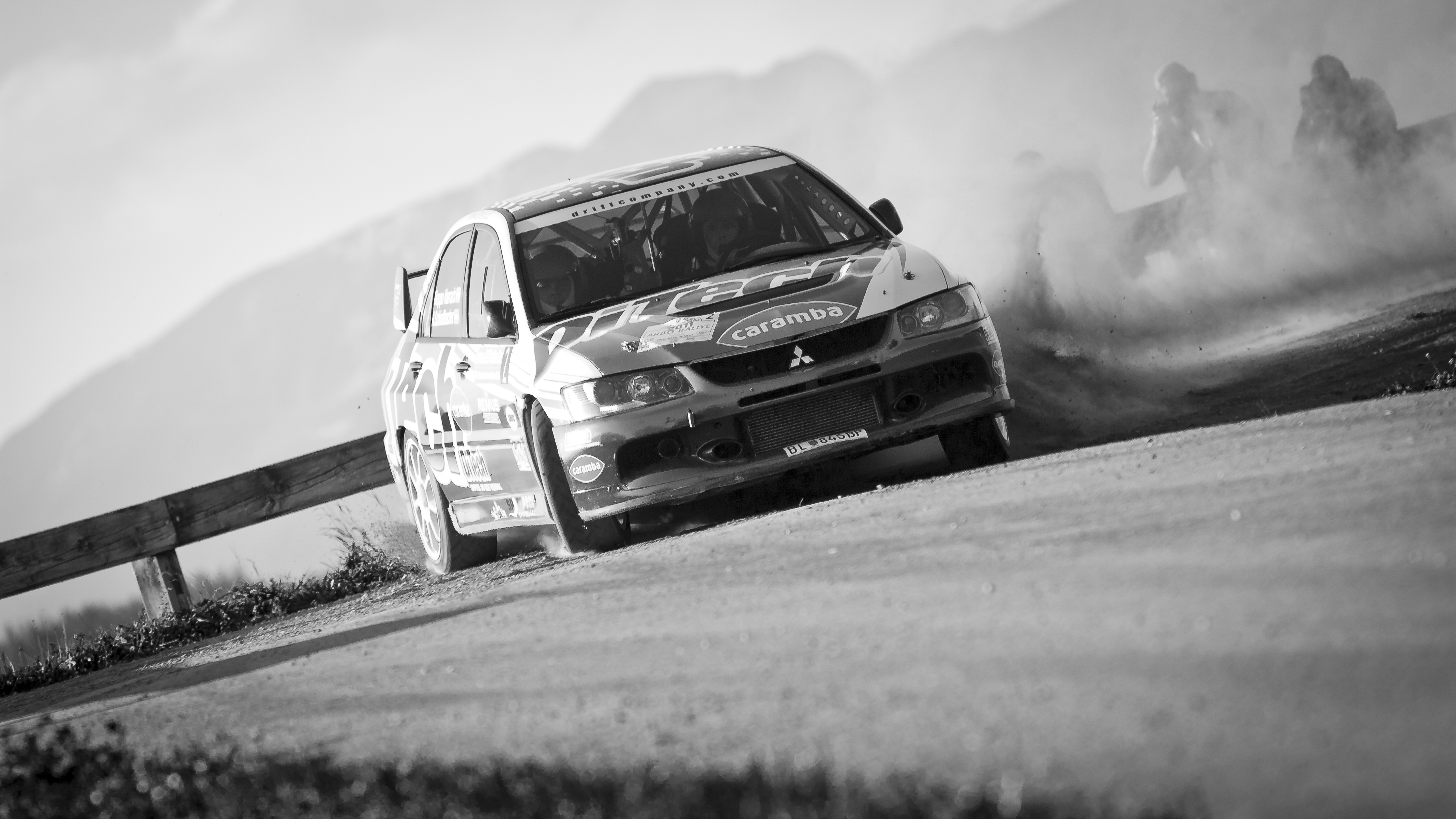
Beppo Harrach podczas rajdu ARBÖ Rallye Steiermark w 2011r.

Beppo Harrach austriacki kierowca rajdowy urodzony w Wiedniu 1 lutego 1979). Kontynuuje on rajdowe tradycje swojego ojca, Ernsta Harracha, mistrza Austrii z 1990 roku.
Austriak rozpoczynał karierę rajdowa w roku 1999. W następnym roku debiutował w Rajdowych Mistrzostwach Austrii. W roku 2003 uczestniczył w Rajdowych Samochodowych Mistrzostwach Świata Samochodów Produkcyjnych (PWRC). W roku 2011 został mistrzem Austrii w rajdach samochodowych wygrywając sześć z ośmiu rajdów w tym sezonie. W roku 2012 zajął drugie miejsce w mistrzostwach Austrii w rajdach samochodowych.